# Speea humilis
Speea humilis là một loài thực vật có hoa trong họ Amaryllidaceae. Loài này được (Phil.) Loes. ex K.Krause miêu tả khoa học đầu tiên năm 1930.